# 崔駰
崔骃（？—92年），字亭伯，幽州涿郡安平县（今河北省衡水市安平县）人，东汉经学家、文学家。其祖先可以追溯至汉昭帝時的幽州從事崔朝，崔朝是崔骃的高祖父。

## 家世
崔骃的高祖父崔朝是汉昭帝時的幽州從事。曾祖崔舒曾历任四个郡的太守。祖父崔篆也曾两次拒绝王莽的官职。

## 生平
崔骃自幼聰明，十三歲時能讀通《詩經》、《周易》、《春秋》，被認為是“博學有偉才，盡通古今訓詁百家之言”。
年輕時於太學進修，與班固、傅毅齊名。跟扶風馬融、南陽張衡這兩人特別友好。當竇憲擔任車騎將軍時，曾任用崔駰為府掾、主簿。漢章帝來到窦宪家的時候，想召崔骃出来见面，窦宪不让。章帝不高兴，准备给崔骃安排官职，但还没来得及安排，章帝駕崩。竇憲後來日漸驕恣，崔駰雖屢加勸阻，皆沒有被聽進去。後來，竇憲命令崔骃去擔任乐浪郡的长岑长，崔骃拒絕前去任職。
公元92年（永元四年）去世。

## 作品
崔骃曾仿效扬雄的《解嘲》，作《达旨》等詩賦共二十一篇。但《七依》已散佚。
有集十卷，多散佚，《藝文類聚》卷五十七及《北堂書鈔》卷一四二、一四四輯有殘文。

## 家庭

### 父
- 崔毅[3]

### 子孫
- 崔盘，崔瑗的哥哥。
  - 崔烈，崔盤的兒子。崔烈曾任后汉太尉、城门校尉等職[3]。
    - 崔鈞，崔烈的兒子。東漢末年的虎賁中郎將、西河郡太守。
    - 崔州平，崔烈的兒子。曾與徐庶、諸葛亮是好友關係。
- 崔瑗。崔盘的弟弟。崔瑗是書法家，對天文有研究。
  - 崔寔[3]，崔瑗的兒子。崔寔是《四民月令》的作者。

## 後世考據
明朝時，張溥辑有《崔亭伯集》。

## 延伸阅读
[在维基数据编辑]
 《後漢書·卷52》，出自范晔《後漢書》
 《東觀漢記》